# Ione, Oregon
Ione är en ort i Morrow County i Oregon. Vid 2010 års folkräkning hade Ione 329 invånare.